# رأس التوأم المقدم
رأس التوأم المقدم أو رأس أفلون أو رأس أَفلُّن أو نير التَوْأَمَيْن في الفلك (الإنجليزية: Castor أو Alpha Geminorum) هو النجم الثاني لمعانًا في كوكبة التوأمان وواحد من المع نجوم السماء طبقا لقائمة ألمع نجوم السماء. ومع أنه يقدر طبقا لتقدير باير بأنه الألفا "alpha" إلا أنه في الحقيقة أقل سطوعًا من بيتا التوأمين (رأس التوأم المؤخر). يبعد رأس التوأم المقدم عن الأرض نحو 8و49 سنة ضوئية، بينما يبعد رأس التوأم المؤخر عنا 34 سنة ضوئية.
ينتمي النظامان رأس التوأم المقدم ورأس التوأم المؤخر إلى مسدس الشتاء ويكونان فيه سويا إحدى نقاطة الستة.

## خصائصه الفيزيائية
من المعروف عن رأس التوأم المقدم أنه نجم مزدوج وفي الحقيقة أنه يتكون من مجموعة نجمية مكونة من 6 نجوم، ويمكن للتلسكوب الصغير التفرقة بين نجمين أو ثلاث.ويبدو للعين المجردة كما لو كان نجما واحدا ومن التصنيف 1 للتصنيف الحجمي. يبلغ قدره الظاهري 5و1 بينما يظهر رأس التوأم المؤخر القريب منه بقدر 2و1 باللون الأحمر، ولهذا يظهر كما لو كان يتفوق على رأس التوأم المقدم بمقدار الربع لمعانا.
وبين التحليل الضوئي في عام 1678 للنجم المزدوج المرئي بأنهما نجمان يبلغ القدر الظاهري لكل منهما 8و2 و2. والفارق بين الإثنين يقدر ب 6 ثانية قوسية وتبدو دورة دورانهم حول عض 467 عام. كما يوجد لرأس التوأم المقدم نجما قريبا منه على بعد 72 ثانية قوسية. ذلك النجم المجاور الصغير يبدي كسوفا كل 1 يوم كنجم مزدوج هو الآخر، وهذا النجم من ضمن نظم النجوم الكسوفة النادرة وقرينه عبارة عن قزم من النوع M dwarf.
يتكون رأس التوأم المقدم من سته 6 نجوم مرتبطة بعضها البعض بالجاذبية، ومن ضمنهم أيضا النجم المسمى YY Geminorum وهو من نوع نجم متغير ويشع أشعة سينية.

## نظام رأس التوأم المقدم
يتكون رأس التوأم المقدم من 6 نجوم يبين تحليل ضوئها الصفات التالية:
| الإحداثية                            | عضو نجمي | عضو نجمي      | عضو نجمي | عضو نجمي | عضو نجمي | عضو نجمي |
| الإحداثية                            | Aa       | Ab            | Ba       | Bb       | Ca       | Cb       |
| ------------------------------------ | -------- | ------------- | -------- | -------- | -------- | -------- |
| نوع الطيف                            | A1 V     | (احتمال M5 V) | A2 Vm    | M2 V     | M0.5 Ve  | M0.5 Ve  |
| الكتلة (كتلة شمسية)                  | 2.15     | 0.4–0.6       | 1.7      | 0.4–0.6  | 0.62     | 0.57     |
| نصف القطر بالنسبة إلى(نصف قطر الشمس) | 2.3      | ?             | 1.6      | ?        | 0.76     | 0.68     |

يتبين أن النجمين Aa، وBa كل منهما أكبر من الشمس. أربعة من تلك الستة نجوم تصدر 99,8 % من ضوء رأس التوأم المقدم.

## تغير المسافة مع الزمن
تتغير زاوية الرؤية وكذلك المسافة الزاوية للنجمين الرئسيين A وB سنويا (وهي تصاعدية حاليا) كالآتي:
| السنة | المسافة (ثانية قوسية) | الزاوية الوضعية |
| ----- | --------------------- | --------------- |
| 1990  | 3"                    | 76°             |
| 1995  | 3,5"                  | 69°             |
| 2000  | 3,9"                  | 65°             |
| 2005  | 4,3"                  | 61°             |
| 2010  | 4,7"                  | 57°             |

## المشاهدة
يمكن رؤية الثلاثة نجوم الريئيسة في النظام بتلسكوب بسيط، مع ملاحظة أن الفرق بين العضوين A وB
سوف تزداد من سنة لسنة حيث أهما حاليا في سبيل الانقراج عن بعضهما عند مشاهدتهما من اتجاه الأرض. ويلزم للتفرقة بينهم حاليا تلسكوب له عدسة قطر 5 سنتيمتر قد تقل مستقبلا.

## المقدم في التراث الفلكي
يرتبط هذا النجم بمنزلة من منازل القمر، بحسب التراث الفلكي الذي كان سائداً منذ ما قبل الإسلام في الجزيرة العربية وغيرها، إذ كان يعرف هذا النجم ب((الحميم الثاني)) الذي اقترن اسمه بموسم الربيع عند العرب قديماً.[بحاجة لمصدر]

## وصلات خارجية
- "Castor 6". SolStation. مؤرشف من الأصل في 2019-07-16. اطلع عليه بتاريخ 2005-12-05.

## اقرأ أيضا
- رأس التوأم المؤخر
- التوأمان (كوكبة)
- منكب الجوزاء
- نجم المليك
- المرزم (نجم)
- قزم أبيض
- الانفجار العظيم
- خط زمني للانفجار العظيم
- ثقب أسود
- انفجار أشعة غاما 080319ب
- انفجار أشعة غاما 090423
- انفجار أشعة غاما 970228
- انفجار أشعة غاما 971214
- انفجار أشعة غاما 080916C
- انفجار أشعة غاما 060218
- مستعر أعظم II
- مستعر أعظم نوع Ia
- مستعر أعظم
- نجم كواركات
- عملاق أحمر
- عملاق أزرق